# Новая Шадрина
Новая Шадрина — упразднённая деревня в Скородумском сельском поселении Упоровского района Тюменской области.

## География
Располагалась на правом берегу реки Емуртла в 10 км южнее села Скородум.

## История
Впервые упоминается в переписи 1710 года, в 20 дворах проживало 53 чел. Пришедшие с Урала Шадрины основали деревню Новая Шадрина.
- В 1912 году были: школа грамоты, водяная мельница, три маслобойни, кузница, пожарная охрана. В Новой Шадриной жил купец 1-й гильдии Агишев Федор Иванович.[3]
- В 1952—1954 годы в деревне проживало 48 семей.[3]
- 1960-е годы были: начальная школа, два магазина, клуб, детские ясли.[3]
- В годы Великой Отечественной войны ушли на фронт 43 человека из них 19 человек не вернулись домой.[3]
- В 1988 году из Новой Шадрины уехала последняя семья Айткуженовых.[3]

Административно-территориальное деление
С 1710 года относилось к слободе Суерской, с 1796 в составе Суерской волости; в составе сельсоветов: с 1919- Шадринского; с 1924 — Поспеловского; с 17.06.1954 года — Скородумского.

## Население
| 1710 | 1782 | 1816 | 1834 | 1858 | 1897 | 1926 |
| 53   | 108  | 169  | 200  | 190  | 284  | 507  |

## Сельское хозяйство
В 1930 году создан колхоз «Искра». В 1954 году в животноводстве насчитывалось 328 голов крупного рогатого скота, коров 150, овец 1028, птицы 1404. В 1950 году колхоз «Искра» вошел в состав колхоза им. Куйбышева Скородумского сельсовета. В 1960-е годы колхоз им. Куйбышева вошел в состав совхоза «Упоровский». Из деревни исчезло животноводство, люди стали переезжать в Скородум, Буньково, Упорово и в другие деревни.

## Транспорт
Просёлочная дорога Новая Шадрина-Буньково